# Narsarsuaq
Narsarsuaq (Narssarssuaĸ avant 1973) est une localité du Danemark située au sud du Groenland, dans la municipalité de Kujalleq. Elle comptait 158 habitants en 2010.
La commune possède le seul arboretum du Groenland : l'Arboretum Groenlandicum.
Une « Chasse aux trésors » avec Philippe de Dieuleveult y est tournée en 1980.

## Géographie
La localité se situe un peu au sud de la 66ème Latitude nord . La localité possède un arboretum , et est située dans la région la plus agricole du Groenland, ce qui permet quelques cultures, au printemps, et pendant la période estivale, comme par exemple, la culture de la pomme de terre.   

## Transports

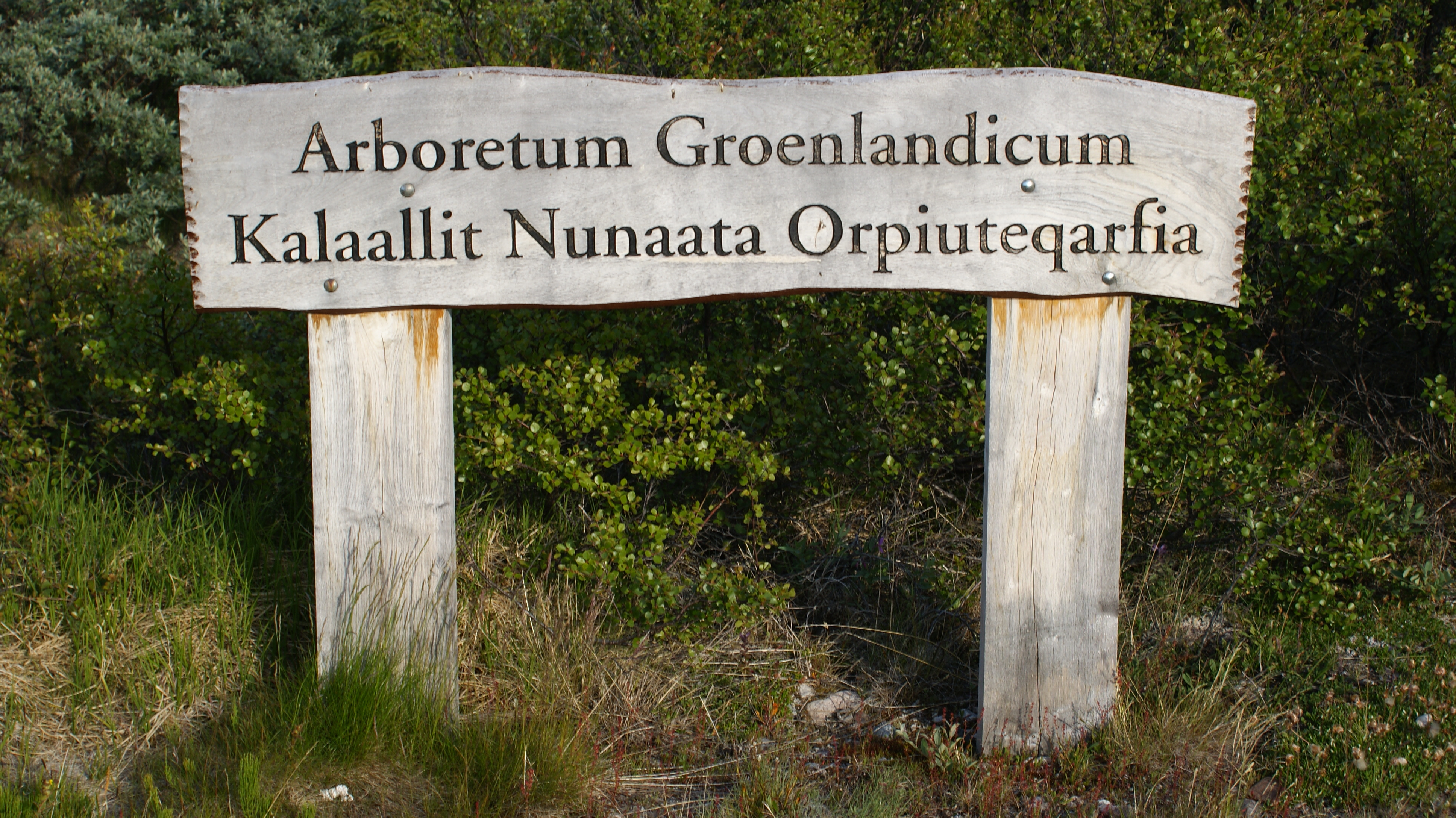
Panneau à l'entrée de l'Arboretum Groenlandicum.

Narsarsuaq est un mot groenlandais signifiant « la large plaine », en référence à la plaine de sable et de gravier déposés ici par un proche glacier.
Durant la Seconde Guerre mondiale, les Américains ont décidé de construire sur cette moraine glaciaire un aéroport pour les avions en route pour l'Europe. Ils ont ainsi construit la première piste de Narsarsuaq, avec un aéroport sous le nom de code de « Blue West 1 ».
Narsarsuaq est aujourd'hui le 2e aéroport international du Groenland, et le point de départ de randonnées vers le plus proche glacier (8 km) nommé Qorooq. À noter que c'est le seul glacier accessible à pied depuis un aéroport au sud du Groenland.